# Philodryas boliviana
Philodryas boliviana är en ormart som beskrevs av Boulenger 1896. Philodryas boliviana ingår i släktet Philodryas och familjen snokar. Inga underarter finns listade i Catalogue of Life.
Arten beskrevs med hjälp av exemplar från Bolivia. De upptäcktes nära en ort med namnet Charobambas. I landet finns två orter med detta namn. Antagligen avsågs orten som ligger i departementet Chuquisaca. Fortplantningssättet är okänt.